# Гневът на краля
„Гневът на краля“ (на корейски: 역린) е корейска историческа драма на режисьора И Чe-кю от 2014 г.
Филмът е определян като един от най-провокиращите и интересни исторически филми в корейската кинематография. „Гневът на краля“ поставя важни въпроси, които интерпретират не само историята на Корея, но и представя спецификата на менталността и силата на духа на корейците. Главният фокус е насочен към представянето на това какво е да бъдеш владетел и как да се запази честта на властта, без да бъде опозорена. Част от аспектите, които разкрива филмът са евнусите в корейския двор, детското робство, средновековните мафиотски групировки, изкуството на оцеляването в кралския двор и изкусното интригантство.
Премиерата на филма е на 30 април 2014 г. в Южна Корея, а международната му премиера се състои в 25 киносалона в Северна Америка от 23 май 2014 г. Филмът е прожектиран в България през ноември 2016 г. по време на Седмицата на корейското кино в София.

## Сюжет
Внимание:  Текстът по-долу разкрива сюжета на произведението (или части от него)!
На 10-годишна възраст става свидетел на екзекуцията на баща му принц Садо, която е изпълнена след кралски указ на дядо си крал Йонгджо. Действието във филма се развива през 1777 г., в двореца на 22-рия крал на Кралство Чосон Джънгджо (1752 – 1800). Поради факта, че е претърпял няколко неуспешни опита за преврат, скоро след възкачването си на престола, през 1776 г., получава прозвището „Кралят на нещастието“. Той е твърде мнителен и суров, което се дължи на трудния баланс в скритите политически интриги и заговорите, както и на тежката външна дипломация. Обстановката в Кралството става все по-сложна, заради враждата между властващите фракции на старите учени (Норон) и младите учени (Сорон), както и заради двуличното поведение на кралицата. Единственият човек, на когото се доверява е личният му асистент евнухът Санг-чек. Настъпва коренна промяна след появата на наемния убиец Улсу, който има за задача да убие крал Джънгджо.

## Награди
През 2014 г. получава наградата на Корейската филмова асоциация „Голяма камбана“ и награди от Първите награди на корейските филмови продуценти.